# Chronographe de 354

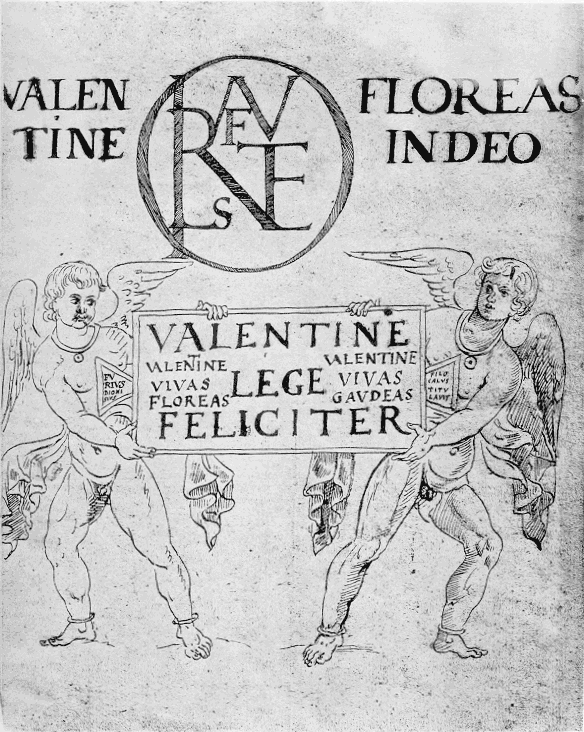
Page de titre et de dédicace du manuscrit telle que recopiée dans le manuscrit du XVIIe siècle, Bibliothèque apostolique vaticane, Cod. Barb. Lat 2154.

Le Chronographe de 354 est un ample calendrier latin copié à l'origine dans un manuscrit enluminé du IVe siècle. Son texte, d'une conception très proche de celle des almanachs modernes, est imputé à Furius Dionysius Filocalus (lapicide romain qui, une quinzaine d'années plus tard, grava les Épigrammes de Damase Ier, pape de 366 à 384). Mêlant fêtes païennes et fêtes chrétiennes, il avait pour destinataire explicite un nommé Valentin(us), certainement un aristocrate romain chrétien. Il n'en subsiste que des copies médiévales et modernes reproduisant le texte et les illustrations d'origine.

## Contenu
Ce document n'est pas un simple calendrier. Il est richement illustré et renferme de nombreuses données chronologiques :
1. la dedicatio, dédicace imputée à Furius Dionysius Filocalus à Valentinus[2] ;
2. les Tychés (Τύχαι) des quatre villes principales de l'Empire romain : Rome, siège du préfet du prétoire d'Italie, Alexandrie, Constantinople, siège de la préfecture du prétoire d'Orient, et Trèves, siège de la préfecture du prétoire des Gaules[3] ;
3. les Natales Caesarum[4], une liste de dates de commémoration du jour de naissance de vingt empereurs romains[note 2] ;
4. schémas du mouvement de la Lune et du Soleil et des cinq planètes (Mercure, Vénus, Mars, Jupiter et Saturne)[5] ;
5. l'Effectus XII Signorum, liste des douze signes du zodiaque, classés par mode, à savoir : les quatre signes cardinaux — Bélier (Aries), Cancer (Cancer), Balance (Libra), Capricorne (Capricornus) —, les quatre signes fixes — Taureau (Taurus), Lion (Leo), Scorpion (Scorpio) et Verseau (Aquarius) — et les quatre signes mutables — Gémeaux (Gemini), Vierge (Virgo), Sagittaire (Sagittarius) et Poissons (Pisces)[6] ;
6. le calendrier « philocalien » proprement dit, soit un calendrier julien, contenant, outre les jours de la semaine, nommés, dès le 1er janvier, par les lettres A à G, soit de samedi à vendredi, le cycle de huit jours pour les marchés (nundinales), indiqués par les lettres A à H, les quantièmes des jours nommés selon l'usage dès les Calendes pour le premier du mois, puis les jours avant les Ides (le 5, ou le 7 en mars, mai, juillet et octobre), avant les Nones (le 13, ou le 15) et avant les Calendes du mois suivant (en comptant toujours le jour de départ et le jour d'arrivée !), les principales fêtes religieuses romaines, les jours de cirque (Circenses missus), de jeux (Ludi), de naissance (Natalis), ceux lors desquels le Sénat pouvait siéger (Senatus legitimus) et les jours égyptiens (Dies Aegyptiacus), jours néfastes[7] ;
7. les portraits des consuls Constance II (Flavius Iulius Constantius), auguste, et Constantius Gallus (Flavius Claudius Iulius Constantius Gallus), césar[8] ;
8. les Fasti consulares, la liste chronologique des consuls, depuis Lucius Junius Brutus et Lucius Tarquinius Collatinus, en -508, soit 509 av. J.C. (soit en l'an 245 Ab Urbe Condita, marquant le début de la République romaine), jusqu'en 354[9] ;
9. un cycle pascal de 312 à 354, continué jusqu'en 410 par les copistes[10] ;
10. une liste des préfets de la Ville de 254 à 354, jusqu'à Vitrasius Orfitus, qui entra en fonction le 8 décembre 353[11] ;
11. la depositio episcorum, une liste des jours de commémoration de la mort (depositio) des évêques de Rome (episcopi Urbis), depuis Étienne Ier, mort le 2 août (IIII non. Augustas) 257, jusqu'à Jules Ier (Iulius), mort le 12 avril 352[12] ;
12. la depositio martyrum, une liste des jours de commémoration de la mort de martyrs[note 3], comportant le jour de commémoration de la Nativité de Jésus-Christ et celui de la consécration de l'antique basilique vaticane[13] ;
13. le Catalogus Liberianus, une liste des évêques de Rome[note 4] de saint Pierre jusqu'à Libère (Liberius) qui entra en fonction en 352[14] ;
14. la Notitia Regionum Urbis XIV, une description de la ville de Rome en quatorze régions[15] ;
15. le Liber generationis, une chronique mondiale de la création à 334[16] ;
16. la Chronica Urbis Romae, une chronique de la ville de Rome de Picus à la mort de Licinius en 324, contenant la liste des rois de Laurentum[note 5], celle des rois d'Albe la Longue[note 6], celle des rois de Rome[note 7], une liste de dictateurs[note 8] et d'empereurs romains[17] ;
17. les Fasti Vindobonenses, annales de Vienne.

Le Chronographe de 354 est une compilation et a été composé au plus tôt en 336, date de la plus ancienne célébration de la naissance de Jésus Christ le 25 décembre (Hoc cons. dominus Iesus Christus natus est VIII kal. Ian. d. Ven. luna xv., « 8 jours avant les calendes de janvier de Vénus », c'est-à-dire le 25 décembre) et du Sol Invictus le même jour (XXV mensis Decembris)
Il est donc utile et précieux pour toutes les questions de datation et peut être recoupé avec d'autres sources littéraires et épigraphiques.

## Éditions
- Theodor Mommsen, Chronica Minora saec. IV, V, VI, VII, Monumenta Germaniae Historica, Auctores Antiquissimi, IX, Berlin, Weidmann, 1892, p. 13-148.
- Henri Stern, Le Calendrier de 354. Étude de son texte et de ses illustrations. Paris, 1953.

### Le calendrier de Filocalus
Le calendrier du lapicide romain Filocalus ou Philocalus, également appelé calendrier philocalien, constitue la première édition du Chronographe sous la forme d'un manuscrit enluminé du IVe siècle. Il fut exécuté à Rome en 354 pour un chrétien du nom de Valentius. C’est le plus ancien codex à posséder des pleines pages d’enluminures.
Les illustrations sont connues uniquement par les dessins d’un manuscrit du XVIIe siècle, conservé à la Bibliothèque apostolique vaticane, fabriqué à partir d’une copie carolingienne. Ces dessins, bien qu’ils aient été copiés deux fois, montrent la grande variété de sources d’inspiration utilisées par les premiers enlumineurs, parmi lesquelles le travail des métaux, les fresques, et les mosaïques.